# Голованівський район
Голованівський район (Голованівщина) — район Кіровоградської області в Україні, утворений 2020 року. Адміністративний центр — селище Голованівськ. Площа — 4244,0 км² (17,3 % площі області), населення — 123,0 тис. осіб (2020).

## Історія
Район створено відповідно до постанови Верховної Ради України № 807-IX від 17 липня 2020 року. До його складу увійшли: Гайворонська, Благовіщенська міські, Заваллівська, Голованівська, Побузька, Новоархангельська, Вільшанська селищні, Підвисоцька, Надлацька, Перегонівська сільські територіальні громади.

## Передісторія земель району
Раніше територія району входила до складу Голованівського (1923—2020), Гайворонівського, Благовіщенського, Новоархангельського, Вільшанського районів, ліквідованих тією ж постановою.